# Malek Jandali
Malek Jandali (en arabe : مالك جندلي) est un compositeur et pianiste syrien né le 25 décembre 1972 à Waldbröl en Allemagne.

## Biographie
Né en Allemagne et élevé à Homs, Malek Jandali commence sa carrière de pianiste en remportant le premier prix du Concours national des Jeunes Artistes de Syrie en 1988. Il étudie au Conservatoire arabe de musique de Damas avec Valdimir Zaritsky et Victor Bunin, du Conservatoire Tchaïkovski de Moscou. En 1995, il reçoit une bourse d'études pour les États-Unis, où il étudie à la North Carolina School of the Arts (NCSA), sous la direction d'Eric Larsen.
Il se produit en soliste à New York, Washington D.C., Moscou, Le Caire, Paris, Istanbul, Las Vegas, etc. Il joue avec l'Orchestre symphonique du Caire, The Ludwig Symphony Orchestra, The Russian Philharmonic Orchestra, et le Syrian National Symphony Orchestra à l'Opéra de Damas. Il reçoit de nombreux prix, dont le Wallace Stegner Grant For The Arts Fellowship et le prix du musicien exceptionnel 1997 de l'Université Queen's.
Il a étudié la composition et l'orchestration avec Harry Bulow, Lawrence Dillon et Richard Prior. En 2004, il termine son master à l'University of North Carolina at Charlotte. Il réside actuellement à Atlanta et voyage fréquemment pour donner des concerts et participer à des musiques de film tout autour du monde.

## Prise de position et militantisme

### Musique et action sociale
Malek Jandali est le fondateur de l'organisation à but non lucratif « Pianos for Peace », qui aspire à utiliser la musique pour enrichir les communautés par un festival annuel et des programmes ouverts toute l'année au service des écoles et organisations locales manquant de ressources à Atlanta.
Il crée également le « Concours International de Piano pour la Jeunesse Malek Jandali », qui encourage les jeunes pianistes du monde entier à embrasser la musique de leur pays d'origine et soumettre leur candidature pour pouvoir se produire au Carnegie Hall de New York.

### Printemps arabe et révolution syrienne
Inspiré d'histoires du printemps arabe, Jandali écrit en avril 2011 Watani Ana (Je suis ma patrie). En juillet 2011, Jandali interprète Watani Ana lors d'une manifestation dans le parc Lafayette, à Washington.
Peu après, ses parents, le Dr Mamoun Jandali et Lina Droubi, sont attaqués et sévèrement battus, et leur domicile à Homs est saccagé par les forces de sécurité syriennes. Malek Jandali déclare aux journalistes que, pendant que sa mère est frappée, on lui a dit « nous allons vous apprendre à élever votre fils ». Malek Jandali affirme vouloir continuer à jouer son morceau malgré les menaces. En septembre, deux assaillants armés font irruption dans la maison et l'ont à nouveau saccagé. Les parents de Malek Jandali étaient absents car ils avaient fui la Syrie après la précédente attaque,,.
Selon Wladimir Glassman, le musicien était réticent à prendre une position « politique », et préférait encore s’exprimer, le 1er juillet 2011, « en tant qu’homme et artiste », pour déclarer : « Je ne peux accepter en aucune manière l’assassinat d’innocents sous le seul prétexte qu’ils réclament la justice et la dignité». Mais, émanant d’un musicien en vue, son refus d’observer le silence sur les agissements des responsables de son pays constituait déjà pour eux une manifestation de rébellion et d’hostilité, qui a conduit à l'agression de ses proches.

### Action humanitaire et réfugiés
Malek Jandali contribue fréquemment à des événements caritatifs en collaboration avec l'UNICEF, MSF, Save The Children entre autres, pour augmenter l'aide humanitaire aux enfants dans le besoin à travers le monde. Il a visité des camps de réfugiés en Turquie, en Syrie, en Croatie et à Malte pour accroître la sensibilisation et l'aide humanitaire aux réfugiés et a été inspiré pour lancer sa tournée mondiale en cours « La voix des enfants syriens libres » en 2013. La même année, il reçoit le Prix international GUSI pour la paix pour son activisme humanitaire et pour la paix. En 2014, Jandali reçoit le Global Music Humanitarian Award pour sa contribution à la paix et à la justice pour les enfants syriens,,.

## Musique

### Prix et récompenses
- Concours national des jeunes artistes - Premier prix - Syrie , 1988
- Bourse de la Fondation Stegner pour les arts
- Université Queens - Interprète musical exceptionnel - États-Unis, 1997
- Prix de la liberté d'expression 2011 - CAIR Los Angeles, États-Unis, 2011
- Prix d'excellence pour la culture et les arts, Network of Arab American Professionals of New York, 2012
- Prix international GUSI pour la paix 2013
- La médaille d'or 2014 des Global Medal Awards
- Prix humanitaire musical mondial, Los Angeles 2014
- Grand lauréat du prix «Pride of America» de la Carnegie Corporation de New York, 2015

### Discrographie

#### Albums
- Échos d'Ugarit, 2009
- Emessa (Homs), 2012
- Symphonie syrienne, 2014
- SoHo, 2015

#### Singles
- Watani Ana (je suis ma patrie), 2011
- Syrie - Hymne de la liberté, 2013
- Ya Allah (O Dieu), 2013
- Le clair de lune, 2015